# Ministerios de la República Popular China
El poder ejecutivo del gobierno central de la República Popular China, el 13º Consejo de Estado, está formado actualmente por 26 Departamentos Constituyentes del Consejo de Estado (chino: 国务院组成部门; pinyin: Guówùyuàn Zǔchéng Bùmén; lit. 'Departamento(s) Constituyente(s) del Tribunal de Asuntos del Estado').
Los 26 departamentos ejecutivos a nivel de gabinete son:
- 21 ministerios (部; bù),
- 3 comisiones (委员会; wěiyuánhuì) (Desarrollo y Reforma, Asuntos Étnicos y Sanidad),
- el Banco Popular de China como banco central, y
- la Oficina Nacional de Auditoría.

Los jefes ejecutivos de cada departamento (los ministros a cargo de los ministerios y comisiones, el gobernador del Banco Popular y el auditor general de la Oficina Nacional de Auditoría), junto con el primer ministro, los vicepresidentes, los consejeros de Estado y el secretario general del Consejo de Estado, son miembros de oficio del gabinete, denominado oficialmente Miembros Constituyentes del Consejo de Estado (chino: 国务院组成人员), que juntos determinan los principales asuntos en las reuniones plenarias del Consejo de Estado, que suelen ser semestrales (chino: 国务院全体会议) .

## Ministerios actuales
El gobierno de la República Popular China se divide en los siguientes ministerios:
| #  | Emblema | Nombre                                                                          | Fundación                                      | Titular actual | Partido | Partido | Reporta a |
| -- | ------- | ------------------------------------------------------------------------------- | ---------------------------------------------- | --- | ------- | ------- | --- |
| 1  |         | Ministerio de Relaciones Exteriores 外交部                                      | 1949 (de CPG) 1954 (de PRC)                    | Wang Yi 王毅 Consejero de estado y Ministro de Relaciones Exteriores                                                                             |         | CPC     | Secretario general Xi Jinping (Director de la Comisión Central de Asuntos Exteriores) ∟ Yang Jiechi (Director de la Oficina de CFAC) |
| 2  |         | Ministerio de Defensa Nacional 国防部                                           | 1954 (de PRC)                                  | Almirante Dong Jun 董军 (Miembro de la Comisión Militar Central) Consejero de estado y ministro de defensa                                       |         | CPC     | Secretario general Xi Jinping (Presidente de la Comisión Militar Central)                                                            |
| 3  |         | Comisión Nacional de Desarrollo y Reforma (NDRC) 国家发展和改革委员会           | 2003                                           | He Lifeng 何立峰 (Vicepresidente del Comité Nacional de la CCPPC) Ministro encargado de la Comisión Nacional de Desarrollo y Reforma             |         | CPC     | Vicepremier Han Zheng |
| 4  |         | Ministerio de Educación (MOE) 教育部                                            | 1949 (de CPG) 1954 (de PRC)                    | Chen Baosheng 陈宝生 Ministro de educación |         | CPC     | Vicepremier Sun Chunlan |
| 5  |         | Ministerio de Ciencia y Tecnología 科学技术部                                   | 1998                                           | Wang Zhigang 王志刚 Ministro de ciencia y tecnología                                                                                             |         | CPC     | Vicepremier Liu He |
| 6  |         | Ministerio de Industria y Tecnología de la Información (MIIT) 工业和信息化部    | 2008                                           | Miao Wei 苗圩 Ministro de industria e información tecnológica                                                                                    |         | CPC     | Vicepremier Liu He |
| 7  |         | Comisión Estatal de Asuntos Étnicos (SEAC) 国家民族事务委员会                   | 1949 (de CPG) 1954 (de PRC)                    | Bagatur (Mongol) ᠪᠠᠭᠠᠲᠤᠷ 巴特尔 (Vicepresidente del Comité Nacional de la CCPPC) Ministro encargado de la Comisión de Asuntos Étnicos del Estado |         | CPC     | You Quan (Jefe del Comité Central del Partido Comunista de China Departamento de Trabajo del Frente Unido)                           |
| 8  |         | Ministerio de Seguridad Pública (MPS) 公安部                                    | 1949 (de CPG) 1954 (de PRC)                    | Comisario General de Policía Zhao Kezhi 赵克志 Consejero de estado y ministro de seguridad pública                                               |         | CPC     | Guo Shengkun (Secretario de la Comisión Central de Asuntos Políticos y Jurídicos del PCCh)                                           |
| 9  |         | Ministerio de Seguridad del Estado (MSS) 国家安全部                             | 1983                                           | Chen Wenqing 陈文清 Ministro de seguridad estatal                                                                                                |         | CPC     | Guo Shengkun (Secretario de la Comisión Central de Asuntos Políticos y Jurídicos del PCCh)                                           |
| 10 |         | Ministerio de Asuntos Civiles (MCA) 民政部                                      | 1978                                           | Huang Shuxian 黄树贤 Ministro de asuntos civiles                                                                                                 |         | CPC     | ? |
| 11 |         | Ministerio de Justicia 司法部                                                   | 1979 (refundación) 1954 (de PRC) 1949 (de CPG) | Fu Zhenghua 傅政华 Ministro de justicia |         | CPC     | Guo Shengkun (Secretario de la Comisión Central de Asuntos Políticos y Jurídicos del PCCh)                                           |
| 12 |         | Ministerio de Finanzas 财政部                                                   | 1949 (de CPG) 1954 (de PRC)                    | Liu Kun 刘昆 Ministro de finanzas |         | CPC     | Vicepremier Han Zheng |
| 13 |         | Ministerio de Recursos Humanos y Seguridad Social (MOHRSS) 人力资源和社会保障部 | 2008                                           | Zhang Jinan 张纪南 Ministro de empleo y seguridad social                                                                                         |         | CPC     | Premier Li Keqiang |
| 14 |         | Ministerio de Recursos Naturales 自然资源部                                     | 2018                                           | Lu Hao 陆昊 Ministro de recursos naturales |         | CPC     | Vicepremier Han Zheng |
| 15 |         | Ministerio de Ecología y Medio Ambiente 生态环境部                              | 2018                                           | Li Ganjie 李干杰 Ministro de medio ambiente |         | CPC     | Vicepremier Han Zheng |
| 16 |         | Ministerio de Vivienda y Desarrollo Urbano-Rural 住房和城乡建设部               | 2008                                           | Wang Menghui 王蒙徽 Ministro de vivienda |         | CPC     | Vicepremier Han Zheng |
| 17 |         | Ministerio de Transporte (MOT) 交通运输部                                       | 2008                                           | Li Xiaopeng 李小鹏 Ministro de transporte |         | CPC     | Vicepremier Liu He |
| 18 |         | Ministerio de Recursos Hidráulicos 水利部                                       | 1949 (de CPG) 1954 (de PRC)                    | E Jingping 鄂竟平 Ministro de recursos hidráulicos                                                                                               |         | CPC     | Vicepremier Hu Chunhua |
| 19 |         | Ministerio de Agricultura y Asuntos Rurales 农业农村部                          | 2018                                           | Han Changfu 韩长赋 Ministro de agricultura y recursos rurales                                                                                    |         | CPC     | Vicepremier Hu Chunhua |
| 20 |         | Ministerio de Comercio (MOFCOM) 商务部                                          | 2003                                           | Zhong Shan 钟山 Ministro de comercio |         | CPC     | Vicepremier Hu Chunhua |
| 21 |         | Ministerio de Cultura y Turismo 文化和旅游部                                    | 2018                                           | Luo Shugang 雒树刚 Ministro de cultura y turismo                                                                                                 |         | CPC     | Huang Kunming (Jefe del Departamento de Publicidad del Comité Central del PCCh)                                                      |
| 22 |         | Comisión Nacional de Salud 国家卫生健康委员会                                   | 2018                                           | Ma Xiaowei 马晓伟 Ministro de sanidad |         | CPC     | Vicepremier Sun Chunlan |
| 23 |         | Ministerio de Asuntos de Veteranos 退役军人事务部                               | 2018                                           | Sun Shaocheng 孙绍骋 Ministro de asuntos veteranos                                                                                               |         | CPC     | Vicepremier Sun Chunlan |
| 24 |         | Ministerio de Gestión de Emergencias 应急管理部                                 | 2018                                           | Wang Yupu 王玉普 Ministro de gestión de emergencias                                                                                              |         | CPC     | Consejero de estado Wang Yong |
| 25 |         | Banco Popular de China (PBC) 中国人民银行                                       | 1948                                           | Yi Gang 易纲 Governor of the People’s Bank of China                                                                                              |         | CPC     | Vicepremier Liu He (Director de la Oficina Central de Asuntos de la Comisión Económica y Financiera)                                 |
| 26 |         | Oficina Nacional de Auditoría 审计署                                            | 1983                                           | Hu Zejun (mujer) 胡泽君 Auditor de la oficina nacional de auditoría                                                                              |         | CPC     | Premier Li Keqiang ∟ Vicepremier Han Zheng                                                                                           |